# ナジカニジャ
ナジカニジャ （マジャル語:Nagykanizsa、ドイツ語:Großkirchen, Groß-Kanizsa、クロアチア語:Kaniža、セルビア語:Velika Kanjiža）は、ハンガリー、ザラ県の都市。ナジ（Nagy）とは偉大なという意味で、単にカニジャとだけ呼ばれることもある。

## 地理
5本の通商路が交差するバラトン湖に近い。数世紀にわたり交差路の町として栄えてきた。スロベニアからグラーツへ向かう物品はナジカニジャを経由して運ばれた。アドリア海沿岸からアルプス山脈、またはウィーン、ブダペシュトへと向かう通商路の中継地点であった。

## 歴史
1960年代、市内最古のものであるローマ遺跡が発掘された。中世にはハンガリー王国の重要な軍事的要所となった。ナジカニジャの要塞は、オスマン帝国の攻撃から西ヨーロッパ全土を守るためのハンガリー最南端の防衛線となっていた。
カニジャとはスラヴ語のKnysaに由来し、『公に従属するもの』を意味する。カニジャの名が歴史に登場するのは1245年である。カニジャを領有するカニジャイ家は城を築き、カニジャ川の小島に長方形の城を建設した。
シゲトヴァールとカニジャは南部ハンガリーの最も重要な軍事要所であった。1600年にカニジャ城はオスマン帝国に占領され、1690年にハプスブルク家軍に奪還されるまでサンジャクの半自治領ウィラーヤー（en:Wilayah）となっていた。トルコの後退後には城は戦略的重要性を失い、1702年に要塞は廃止された。18世紀初頭に町はドイツ人領主のものとなり、クロアチア人、セルビア人らが荒れ果てた町へ再植民を行った。異なる民族は混ざり合って郊外のキシュカニジャ（Kiskanizsa）に暮らした。
1765年、ハンガリー副王バッチャーニ伯が支援し、ピアリスト修道会によって初等・中等教育が始められた。ナジカニジャにできた初のビジネス学校は1895年には大学となった。
1860年代になるとウィーン、ブダペシュト、リエカへとつながる鉄道が建設され、ナジカニジャは急速に発展し産業革命が始まった。経済の発展は、結果として銀行業の基礎をつくった。4つの地元銀行のほか、オーストリア＝ハンガリー人やイギリス＝ハンガリー人の銀行も支店を開業した。1895年には電話がしかれ、長距離通話が可能となった。同時代には、ベッド数約70の病院も開業した。
第一次世界大戦中、町には兵舎ができた。このために市内の上下水道設備が進められた。しかし戦後、国際状況が変わり孤立したナジカニジャは、南西の中継地点としての市場を失った。町を救ったのは石油産業だった。アメリカ系企業が油田を発見したのである。町はハンガリー石油産業の中心となった。

## 姉妹都市
- アッコ, イスラエル
- チャコヴェツ, クロアチア
- グライスドルフ（英語版）, オーストリア
- カザンラク, ブルガリア

- コヴァスナ（英語版）, ルーマニア
- プヒハイム（英語版）, ドイツ
- サロ, フィンランド
- 石家庄市, 中国